# 사바강
사바강(세르비아어: Сава, Sava, 보스니아어, 슬로베니아어, 크로아티아어: Sava)은 유럽 중남부의 슬로베니아, 크로아티아, 보스니아 헤르체고비나, 세르비아를 흐르는 강이다. 다뉴브강의 주요 지류로, 길이는 990 km, 유역 면적은 95,719 km2이다.
슬로베니아 북부의 알프스산맥에서 발원하여, 슬로베니아 국토 중앙부를 통과한다. 크로아티아 북부를 가로지르며, 크로아티아 수도 자그레브를 지난다. 크로아티아와 보스니아 헤르체고비나의 국경을 형성한 후, 보스니아 헤르체고비나와 세르비아의 국경에서 드리나강의 물을 모은다. 세르비아 국토로 들어간 후, 세르비아 수도 베오그라드에서 다뉴브강으로 흘러들어간다.
다뉴브강의 우안을 흐르는 지류 중에서는 가장 길며, 특히 옛 유고슬라비아 국토의 중요한 부분을 횡단하여 유고슬라비아의 대표적인 강으로 알려졌었다. 유고슬라비아가 붕괴된 후로는 국제 하천으로 관리되고 있다.

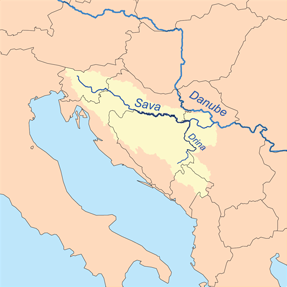
사바강 유역 지도
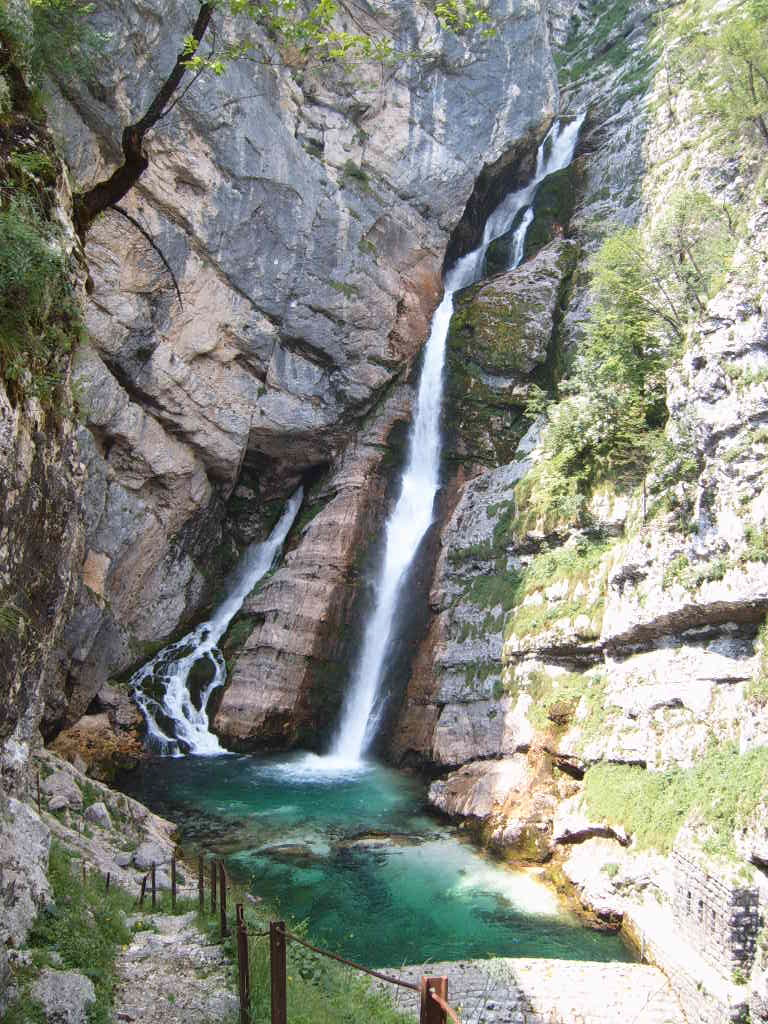
사바강 상류의 폭포
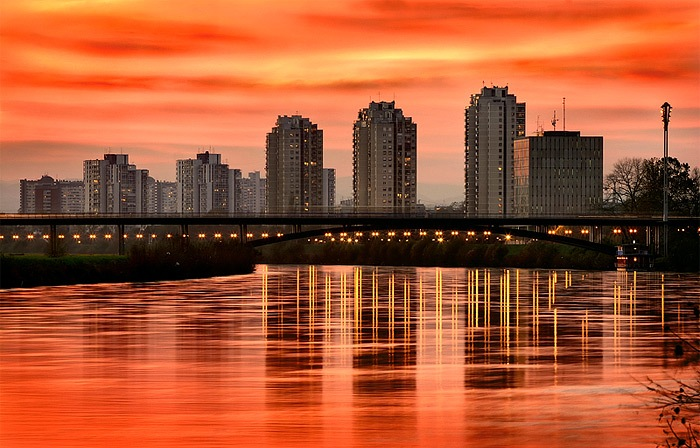
자그레브의 사바강 연안
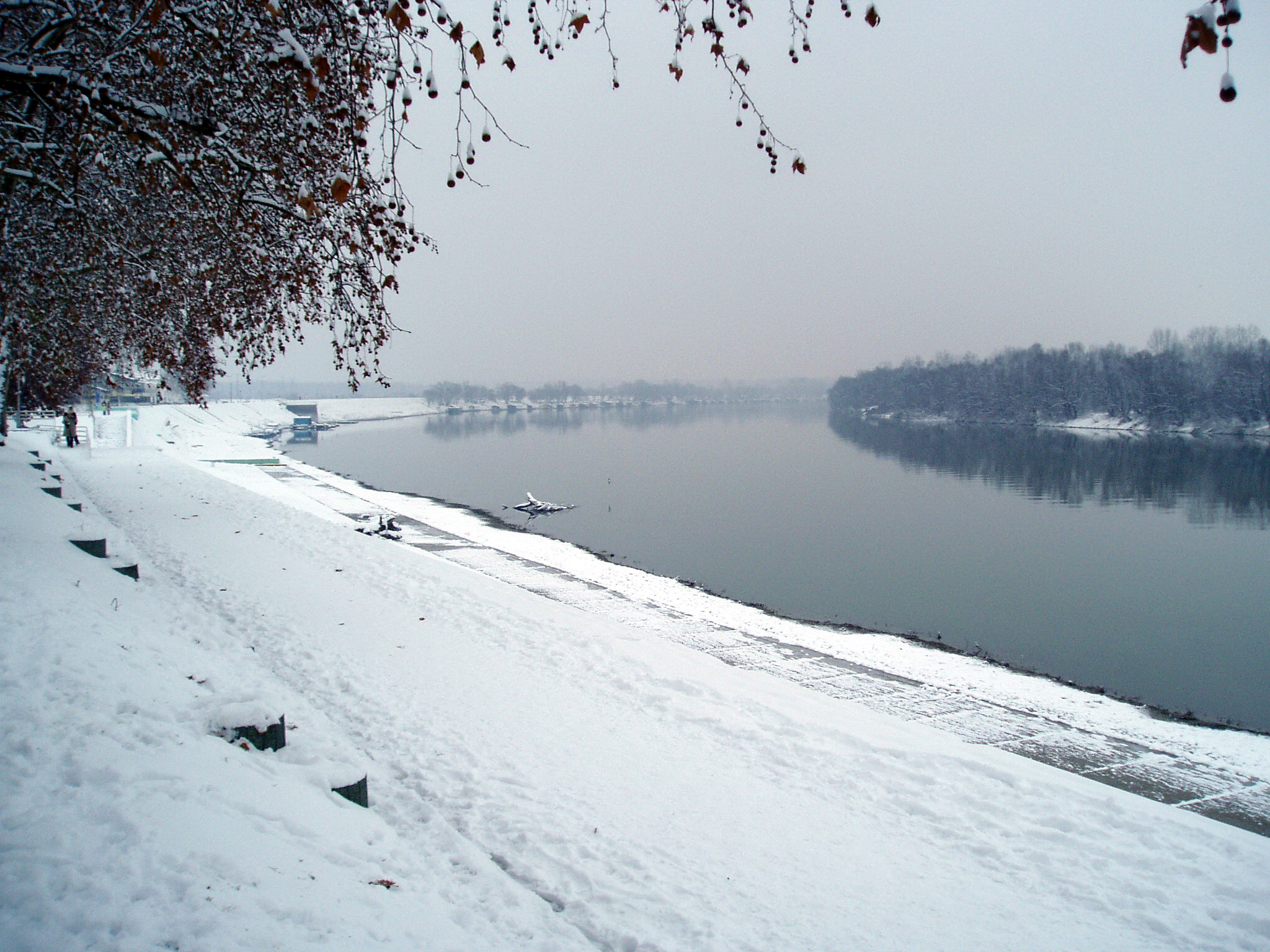
크로아티아의 국경도시 슬라본스키브로드의 사바강 연안
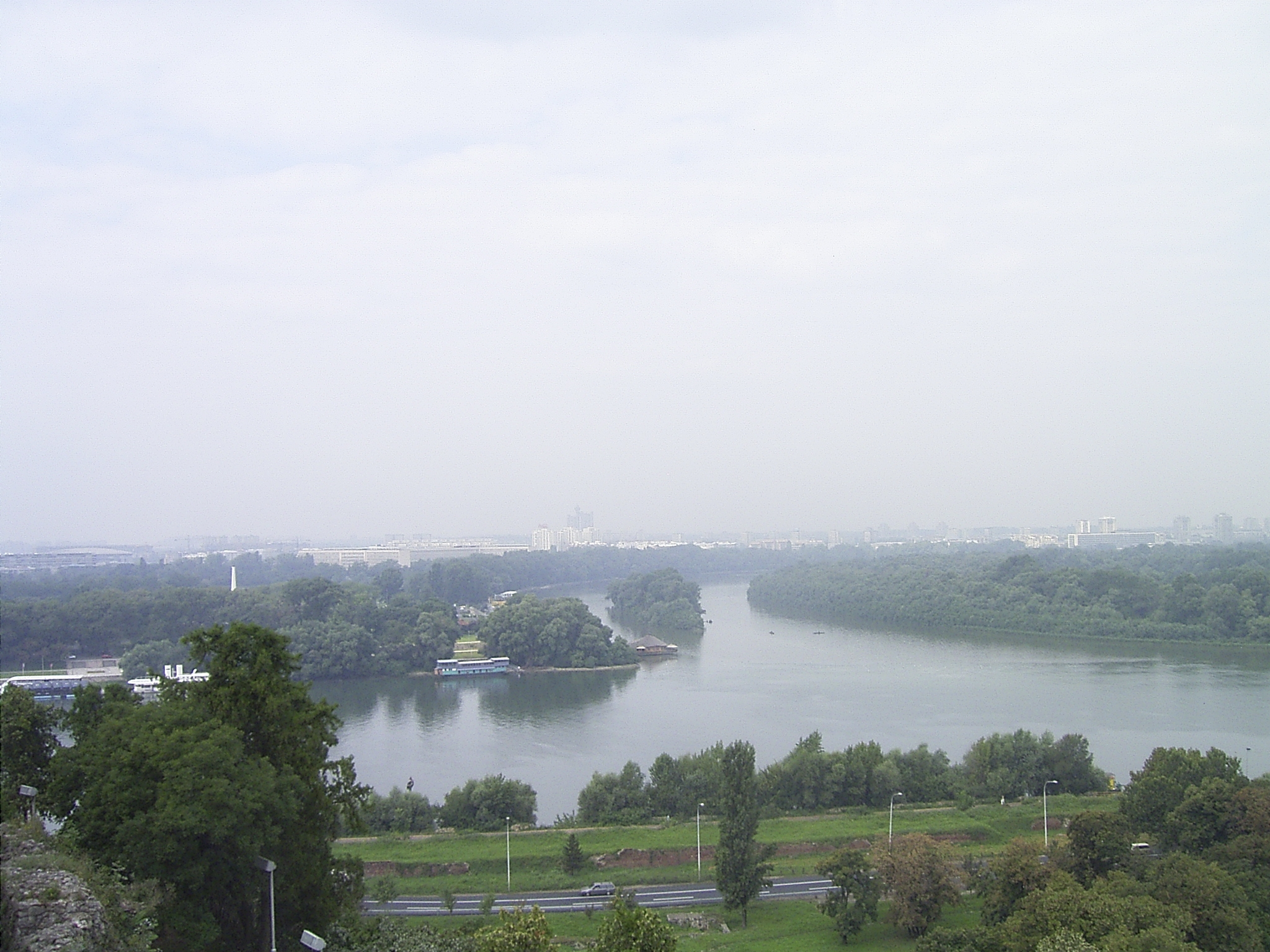
베오그라드의 사바강과 다뉴브강의 합류점